# El Peñón (ort i Colombia, Cundinamarca, lat 5,25, long -74,29)
El Peñón är en ort i Colombia.   Den ligger i departementet Cundinamarca, i den centrala delen av landet, 80 km norr om huvudstaden Bogotá. El Peñón ligger 1 444 meter över havet och antalet invånare är 728.
Terrängen runt El Peñón är huvudsakligen kuperad, men österut är den bergig. Runt El Peñón är det ganska tätbefolkat, med 62 invånare per kvadratkilometer. Närmaste större samhälle är Pacho, 19,7 km sydost om El Peñón. I omgivningarna runt El Peñón växer i huvudsak städsegrön lövskog.